# Pselliopus
Genre
Pselliopus est un genre d'insectes hétéroptères (punaises), prédateur d'autres insectes et arthropodes terrestres, de la famille des Reduviidae, sous-famille des Harpactorinae.
C'est un genre présent seulement dans le Nouveau monde, principalement au Mexique.
Il compte 22 espèces décrites, dont certaines, telle Pselliopus barberi, sont remarquables pour leurs couleurs brillantes et leur taille relativement grande.
Certaines de ces punaises prédatrices présentent un intérêt pour leur utilisation potentielle en lutte biologique.

## Liste d'espèces
Selon ITIS (28 août 2011) :
- Pselliopus barberi Davis, 1912
- Pselliopus cinctus (Fabricius, 1776)
- Pselliopus inermis (Champion, 1899)
- Pselliopus latifasciatus Barber, 1924
- Pselliopus ornaticeps (Stål, 1862)
- Pselliopus spinicollis (Champion, 1899)
- Pselliopus zebra (Stål, 1862)

Selon NCBI (11 février 2023) :
- Pselliopus barberi
- Pselliopus cinctus
- Pselliopus coccinea
- Pselliopus punctipes
- Pselliopus spinicollis
- Pselliopus zebra